# Карл Йозеф Австрийски (1745 – 1761)
Карл Йозеф Австрийски (на немски: Karl Joseph von Österreich, Karl Joseph Emanuel Johann Nepomuck Anton Prokop von Habsburg-Lothringen; * 1 февруари 1745, Виена; † 18 януари 1761, Виена) от династията Хабсбург-Лотаринги, е ерцхерцог на Австрия.

## Живот
Той е вторият син на императрица Мария Терезия (1717 – 1780) и нейния съпруг Франц I (1708 – 1765). Брат е на императорите Йозеф II и Леополд II и на френската кралица Мария-Антоанета, съпруга на крал Луи XVI.
Карл Йозеф е любимец на Мария Терезия. Той трябва да последва баща си като херцог на Тоскана, но на 15 години се разболява от едра шарка и умира. Погребан е в гробницата Капуцинеркирхе във Виена. Сърцето му е погребано отделно и се намира в гробницата на Хабсбургите в Лоретокапелата на виенската Августинска църква.
Запланувано било Карл Йозеф да се ожени за испанска инфанта Мария Лудовика Испанска. След смъртта му неговият с две години по-малък брат Леополд II се жени за бурбонската принцеса.